# 13336 Jillpernell
13336 Jillpernell è un asteroide della fascia principale. Scoperto nel 1998, presenta un'orbita caratterizzata da un semiasse maggiore pari a 2,8782998 au e da un'eccentricità di 0,1771549, inclinata di 3,67034° rispetto all'eclittica.